# Trabajo digno
El trabajo decente, trabajo digno, empleo decente o empleo digno es el que se realiza con respeto a los principios y derechos laborales fundamentales, permite un ingreso justo y proporcional al esfuerzo realizado, sin discriminación  de cualquier  tipo; se lleva a cabo con protección social e incluye el diálogo social.
El trabajo decente significa a la persona trabajadora y le permite desarrollar sus capacidades.
Según la Organización Internacional del Trabajo «El trabajo decente es esencial para el bienestar de las personas. Además de generar un ingreso, facilita el progreso social y económico, y fortalece a las personas, a sus familias y comunidades.»
Dentro de los 17 Objetivos de Desarrollo Sostenible, el 8 es «Promover el crecimiento económico sostenido, inclusivo y sostenible, el empleo pleno y productivo y el trabajo decente para todos».
El desempleo mundial aumentó de 170 millones en 2007 a casi 202 millones en 2012; alrededor de 75 millones eran mujeres y hombres jóvenes. En México, 6 de cada 10 personas no contaban con seguridad social (56.6% CONEVAL. 2015)
A nivel mundial, el número de empleos necesarios entre 2016 y 2030, simplemente para que las personas que acceden al mercado de trabajo mantengan el ritmo de crecimiento de la población mundial en edad laboral, asciende a 470 millones. Esta cifra representa unos 30 millones de empleos al año.

## Conceptos
El trabajo decente sintetiza las aspiraciones de las personas durante su vida laboral. Significa la oportunidad de acceder a un empleo productivo que genere un ingreso justo, la seguridad en el lugar de trabajo y la protección social para las familias, mejores perspectivas de desarrollo personal e integración social, libertad para que los individuos expresen sus opiniones, se organicen y participen en las decisiones que afectan sus vidas, y la igualdad de oportunidades y trato para todos, tanto para hombres como mujeres.
Durante la década de los noventa (siglo XX) y la primera del siglo XXI, buena parte de las economías europeas, empujadas por el cambio tecnológico, experimentaron una profunda reestructuración. La globalización y la irrupción de la sociedad de la información, con las tecnologías de la información, aceleraron la terciarización de la economía. Ello desencadenó una reasignación de recursos productivos del sector industrial al de servicios. No hay bases para afirmar que este cambio tecnológico incremente el desempleo. Pero los conocimientos de muchas personas trabajadoras quedaron obsoletos y se hicieron necesarias nuevas habilidades.
Estamos ante una nueva modernidad (Beck, 2006). Una sociedad construida en torno a un orden post-tradicional, en donde el individuo se ve sometido a la influencia de un entorno cada vez más amplio, global, sujeto a las consecuencias de eventos e influencias remotas, que le afectan como si fueran muy próximas. El trabajador se torna móvil, se desvincula de los horizontes más cercanos (aunque aún mantenga vínculos poderosos con instancias, locales, familiares o comunales), se desconecta de una geografía conocida y de la experiencia de generaciones anteriores. La sociedad -y desde luego el mercado de trabajo- se individualiza.
Los trabajadores tienen que aceptar la movilidad geográfica y funcional como nunca antes lo hicieron. La organización flexible de la producción les fuerza a un cambio continuo y a la necesidad de asumir riesgos. Pasamos de la sociedad del trabajo a la sociedad del riesgo, donde se afianza lo precario, lo individual e impreciso. La diferencia entre sociedad industrial y del riesgo radica en que hemos cambiado la lógica de producción y distribución de riqueza, por la lógica de producción y distribución de riesgo, considerado este último como el conjunto amenazas futuras que depende de las decisiones tomadas a cada momento presente. Decisiones que son cada vez son más difíciles, más complejas y requieren más reflexión, información especializada y a menudo apoyo profesional.(Beck, 2007)
La individualización y flexibilidad del mercado de trabajo se extienden fruto del fin de la sociedad industrial que conocimos después de la Segunda Guerra Mundial. El individuo que antes se estructuraba socialmente por su profesión, clase y capacidad de consumo, se ve ahora liberado, pero a la vez obligado a elegir todo, a construir su propia biografía en una especie de bricolaje que ensambla identidad, carrera profesional y carácter.
El trabajador, apoyado sólo en su cualificación, ha de tomar decisiones que le permitan adaptarse a un futuro incierto. Lo tendrá que hacer de forma responsable y autónoma, pero necesitará orientación, información y ayuda experta. Es éste uno de los síntomas más claros de una sociedad incierta, flexible e individualizada. A este respecto, una propuesta novedosa es la conocida como mercados de trabajo transicionales: un nuevo enfoque que ofrece herramientas para la gestión del riesgo a lo largo de la vida del trabajador. Podemos definir los mercados de trabajo transicionales como aquellos que permiten y promueven la movilidad del trabajador a lo largo de diferentes situaciones laborales, entre las que figuran transiciones entre empleo y desempleo, diferentes empresas, ocupaciones, tipos de contrato, trabajo remunerado o voluntario. Se trata de una visión del mercado en términos de flujos y no de stocks, que cambia radicalmente la concepción de las políticas del estado de bienestar y por supuesto las políticas de empleo, que ya no podrán concebirse como programas sino como acompañamientos. (Mercader, 2009)

## Origen
El concepto de "trabajo decente" fue acuñado por Juan Somavía, en su primer informe como director general de la Organización Internacional del Trabajo (OIT) en 1999.
El término fue introducido como respuesta al deterioro de los derechos de los trabajadores que se registró mundialmente durante la década de 1990, como consecuencia del proceso de globalización y la necesidad de atender la dimensión social de la globalización.

## Prácticas contrarias
Son situaciones contrarias al trabajo decente:
- El trabajo forzoso (esclavitud)[8]
- El trabajo infantil
- La economía informal
- El acoso laboral
- Impedir o dificultar la sindicación de los trabajadores o la actuación de los sindicatos[9]
- La ausencia de contratos laborales escritos
- Los contratos laborales incomprensibles, redactados en un idioma que el trabajador no habla[10] o que remitan a tribunales fuera del alcance del trabajador[9]
- La explotación laboral en todas sus formas:

- No respetar los períodos de descanso estipulados
- Tener un contrato para realizar unas tareas y realmente hacer otras de rango superior
- Hacer trabajar a tiempo completo a quien está contratado a tiempo parcial
- Condiciones laborales insalubres
- Tener contratados como trabajadores autónomos a quienes en realidad son asalariados
- Impago del salario o de las horas extra, o retraso en su abono
- Encadenar contratos temporales para un puesto de trabajo que realmente es fijo

## Medidas para su fomento
1. Promulgar una legislación laboral que prohíba las prácticas contrarias al trabajo decente
2. Hacerla cumplir mediante inspecciones y sanciones suficientemente frecuentes y extendidas y de suficiente poder coercitivo[12]
3. Mecanismos para recibir denuncias anónimas de trabajadores y comprobarlas mediante dichas inspecciones

### Desarrollo en Tailandia
Desde 2010, los trabajadores a domicilio de Tailandia están protegidos por la Ley de Protección de Trabajadores a Domicilio y  por una política de protección Social.

### Desarrollo en España, Italia y Portugal
En España, el Convenio 189 adoptado por la Organización Internacional del Trabajo (OIT) en 2011 hace referencia al “Trabajo decente para las trabajadoras y los trabajadores domésticos”, fue votado en las Cortes Generales de 9 de junio de 2022. La decencia, cuestión de mínimos y de derechos laborales, es lo que trata de regular este tratado internacional cuya ratificación España llevaba once años postergando. En Italia y Portugal está en vigor desde 2013 y 2015 respectivamente. La aprobación del convenio en España afectará favorablmente a las trabajadoras del hogar y cuidados que trabajan en España.